# サメハダホシムシ綱
サメハダホシムシ綱(サメハダホシムシこう、Phascolosomatidea)は、星口動物門を構成する2つの綱のうちの1つ。もう1つの綱であるスジホシムシ綱では触手が口の周りを囲むように配列するのに対し、サメハダホシムシ綱の触手は口の背側だけにある。
陥入吻の表面には輪状に並ぶ鉤があることが多い。スジホシムシ綱には腎管を1つしか持たない分類群もあるのに対して、サメハダホシムシ綱はすべて1対2本の腎管を持つ。

## 分類
2つの目に分類され、どちらの目もただ1つの科からなる。タテホシムシ科は、体表の一部が硬くなった盾状部を持つことが特徴で、サメハダホシムシ科は盾状部を欠く。
- サメハダホシムシ目 Phascolosomatiformes
  - サメハダホシムシ科 Phascolosomatidae
- タテホシムシ目 Apsidosiphoniformes
  - タテホシムシ科 Aspidosiphonidae